# Пистолет (булочка)
Пистолет (фр. pistolet) — бельгийская булочка с небольшим разрезом сверху. Бывает круглой или удлиненной. Корочка булочки обычно твердая и хрустящая, а внутренняя часть мягкая. Обычно употребляется с начинками.

## Приготовление
Тесто должно подняться дважды, а надрез нужно сделать палочкой. Булочка должна быть лёгкой, воздушной и нежной внутри, с хрустящей корочкой. Часто разрезав хлеб пополам по горизонтали, удаляют центральную часть, создавая подходящую выемку для начинки.
Пистолет наполнена типичным мясными изделиями, сырами и приправами, которые могут включать: колбаски сервелат, колбаски boudin, арденнскую ветчину, сыр Plattekaas из Walschot, гентскую горчицу, солёные огурцы, майонез, местные креветки, фермерское масло, красную говядину из Фландрии, кипкап (разновидность желе), potjesvlees (мясо в желатине), сосиски Pipe d'Ardennes, Bloempanch (чёрная колбаса, полученная из свиной крови), сыр из Эрва из сырого молока и многое другое. Её также можно есть с маслом и джемом на завтрак.

## История
Хотя большинству бельгийцев знакома эта пышная булочка с разрезом посередине и характерной хрустящей корочкой, правда в том, что она не всегда имела такую форму, а развивалась на протяжении нескольких столетий.
Существует множество мнений о происхождении названия этого продукта. Вероятно, оно происходит от латинского pistor, означающего «мельник», которое в результате семантического сдвига в Средние века стало означать «пекарь». Уменьшительное pistolet указывает на продукт пекаря.
Другие источники утверждают, что название происходит от того факта, что эти булочки, облагаемые высоким налогом в XVII веке, стоили почти пистоль и были так прозваны pistooltje, “pistolet”.
По словам Мориса Пирона, филолога из Льежа, общей связью между пистолетом как оружием, валютой и хлебом является понятие малости.
Хотя сегодня подобную булочку можно найти повсеместно, лишь несколько пекарей в Брюсселе по-прежнему выпекают пистолет в соответствии с традициями, с длительным временем подъема и начинкой из местных ингредиентов.